# CALRE
CALRE, acrónimo de Conferencia de las Asambleas Legislativas Regionales de Europea, reúne a los Presidentes de las Asambleas Regionales de Italia, España, Bélgica, Alemania, Austria, Reino Unido (Gales, Escocia, Irlanda del Norte), Portugal (Azores y Madeira), Finlandia (Åland). Su presidenta en el año 2025 es Astrid Pérez, presidenta del Parlamento de Canarias en su XI Legislatura.

## Origen
CALRE nace en 1997 en Oviedo, España, después del debate sobre la participación del parlamento en el proceso de decisión de la Unión Europea, según se inició en el Tratado de Ámsterdam. Del mismo modo en que los Parlamentos nacionales y con el apoyo del entonces presidente del Parlamento Europeo, José María Gil-Robles y Gil-Delgado, los Parlamentos regionales con poder legislativo definieron un programa de trabajo y objetivos políticos.
Desde su fundación, en 1997, la misión de la Conferencia de las Asambleas Legislativas Regionales de la Unión Europea (CALRE) es profundizar los principios democráticos y participativos en el seno de la Unión Europea (UE), defender los valores y principios de la democracia regional y reforzar los lazos entre las Asambleas Legislativas Regionales, respetando siempre el principio de autonomía de cada Asamblea.

## Organización
CALRE no tiene una personalidad jurídica y su sede coincide con la sede del presidente pro tempore. 
Los órganos de CALRE son el Presidente elegido para un mandato de un año, que puede extenderse a un año más, el vicepresidente, la Comisión Permanente y la Asamblea Plenaria. El/La Secretario/a general y los Grupos de Trabajo son órganos auxiliares.
La Comisión Permanente se integra por el Presidente, Vicepresidente, un Presidente por cada Estado, y por los coordinadores de los Grupos de Trabajo, estos últimos sin derecho a votar..
La Asamblea Plenaria reúne una vez por año (últimos cuatro meses del año) y cuenta con la presencia de los Presidentes de todas las Asambleas.
El Presidente designa el Secretario general para su mandato, cuya principal tarea es ayudar a la Comisión Permanente a llevar a cabo sus funciones.
Los Grupos de Trabajo están constituidos en Asamblea Plenaria, a pedido de la Comisión Permanente.

## Actividad
CALRE se destacó desde la época de la Convención europea en el debate sobre la subsidiariedad y la cooperación con los Parlamentos nacionales.
En lo que respecta a la primera área, el Tratado constitucional antes y el Tratado de Lisboa a seguir, prevén la participación de los Parlamentos regionales con poderes legislativos en el proceso de alerta precoz (early warning) en cooperación con los respectivos parlamentos nacionales.
En la segunda área, CALRE participó con el Presidente de la Asamblea legislativa de Azores, con el Presidente del Parlamento de la Comunidad Francesa de Bélgica y con el Presidente del Consejo de Toscana en COSAC que reunió en Roma el 5 de mayo de 2003. También ha fomentado, desde el 2003, iniciativas sobre la cooperación interparlamentaria, en particular sobre el tema de la democracia, con una conferencia en el Palazzo Vecchio, en Florencia, y después con una Conferencia entre Parlamentos nacionales y regionales realizada en el hemiciclo del Consejo de Europa, en Estrasburgo, a 12 de septiembre de 2007.